# Limaçon

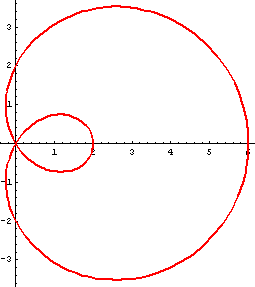
Il grafico del limaçon

In geometria, il limaçon (chiamato anche limaçon di Pascal, limaccia di Pascal, o chiocciola di Pascal) è una curva algebrica piana, dalla forma simile a quella di un cuore; nella sua versione più caratteristica, la curva presenta un anello che le conferisce una forma simile a quella del guscio di una chiocciola, da cui deriva il nome (dal francese limaçon e dal latino limax, che significano chiocciola).
Fu studiata originariamente da Albrecht Dürer nel suo lavoro del 1525 Underweysung der Messung (Istruzione sulla misurazione), dove  sono descritti procedimenti metodi geometrici specifici per ottenere queste curve. Venne successivamente riscoperta da Étienne Pascal (padre di Blaise Pascal).

## Equazione della curva
L'equazione del limaçon in coordinate polari {\displaystyle (\rho ,\theta )} è:
{\displaystyle \rho =a+b\cos \theta },
dove {\displaystyle a} e {\displaystyle b} sono due parametri reali positivi. È possibile utilizzare anche l'equazione {\displaystyle \rho =a+b\sin \theta }, che produce la medesima curva ruotata di un angolo retto. In coordinate cartesiane l'equazione della curva è: 
{\displaystyle (x^{2}+y^{2}-bx)^{2}=a^{2}(x^{2}+y^{2})},
mentre in coordinate parametriche diventa:
{\displaystyle \left\{{\begin{matrix}x&=&{b \over 2}+a\cos \theta +{b \over 2}\cos 2\theta \\y&=&a\sin \theta +{b \over 2}\sin 2\theta \end{matrix}}\right.}.

## Proprietà

Costruzione di un limaçon

Il limaçon è un caso particolare di epitrocoide, la curva generata da un punto fisso di un cerchio che ruota senza strisciare all'esterno di un altro cerchio di uguale raggio. Variando la posizione del punto fisso si ottengono diverse configurazioni della curva.
Sul piano complesso, il limaçon è il luogo dei punti {\displaystyle z=x+iy} che soddisfano l'equazione
{\displaystyle z={b \over 2}+ae^{i\theta }+{b \over 2}e^{2i\theta }}.
Eseguendo una traslazione orizzontale di {\displaystyle {\frac {b}{2}}}, si ottiene una equazione che evidenzia le proprietà di trocoide della curva:
{\displaystyle z=ae^{it}+{b \over 2}e^{2it}}.

### Tipi di limaçon
Le caratteristiche della curva dipendono dai valori dei due parametri {\displaystyle a} e {\displaystyle b}; si possono presentare i seguenti casi:
- {\displaystyle a\geq 2b}: il limaçon è convesso; nel caso limite {\displaystyle a=2b}, il punto {\displaystyle (-a,0)} ha curvatura nulla;
- {\displaystyle b\leq a<2b}: il limaçon è concavo; a mano a mano che {\displaystyle a} si riduce rispetto a {\displaystyle b}, la concavità diventa più pronunciata, fino a diventare una cuspide per {\displaystyle a=b}: la curva diventa una cardioide;
- {\displaystyle 0\leq a<b}: il limaçon presenta un anello, che si intreccia nell'origine; con il diminuire di {\displaystyle a} l'anello interno tende a riempire quello esterno, fino a che, per {\displaystyle a=0}, il limaçon diventa un cerchio percorso due volte.

I tre tipi di limaçon: non intrecciato, con cuspide e intrecciato.

### Area racchiusa
La superficie racchiusa dalla curva ha un'area di
{\displaystyle (a^{2}+{{b^{2}} \over 2})\pi }
se la curva non è intrecciata ({\displaystyle a\geq b}); se la curva è intrecciata, l'area racchiusa dall'anello esterno vale 
{\displaystyle (a^{2}+{{b^{2}} \over 2})(\pi -\arccos {a \over b})+{3 \over 2}a{\sqrt {{b^{2}}-{a^{2}}}}};
quella racchiusa nell'anello interno vale
{\displaystyle (a^{2}+{{b^{2}} \over 2})\arccos {a \over b}-{3 \over 2}a{\sqrt {{b^{2}}-{a^{2}}}}};
l'area racchiusa tra i due anelli vale quindi:
{\displaystyle (a^{2}+{{b^{2}} \over 2})(\pi -2\arccos {a \over b})+3a{\sqrt {{b^{2}}-{a^{2}}}}}.

## Relazioni con altre curve

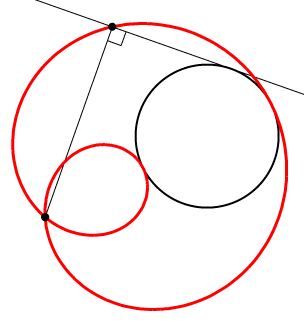
Il limaçon come podaria della circonferenza

Il limaçon si può ottenere tramite varie costruzioni a partire da altre curve:
- la podaria di una circonferenza è un limaçon;
- la concoide di una circonferenza rispetto ad un punto della circonferenza stessa è un limaçon;
- data una circonferenza {\displaystyle \Gamma } e un punto {\displaystyle P} non coincidente con il centro di {\displaystyle \Gamma }, l'inviluppo di tutte le circonferenze con centro su {\displaystyle \Gamma } e passanti per {\displaystyle P} è un limaçon.

Partendo dal limaçon si possono generare altre curve attraverso il procedimento di inversione circolare: l'inversa del limaçon rispetto alla circonferenza unitaria è la curva di equazione polare:
{\displaystyle r={1 \over {a+b\cos \theta }}}.
Questa equazione è quella di una sezione conica di eccentricità {\displaystyle {\frac {b}{a}}} e fuoco nell'origine; se il limaçon non è intrecciato, si ottiene un'ellisse, se è intrecciato un'iperbole; come caso limite, l'inversa della cardioide è una parabola.